# Софийское (деревня)
Софийское — деревня в Лотошинском районе Московской области России.
Относится к городскому поселению Лотошино, до реформы 2006 года относилась к Монасеинскому сельскому округу. Население — 21 чел. (2010).

## География
Расположена в центральной части городского поселения, примерно в 6 км к северо-западу от районного центра — посёлка городского типа Лотошино. В деревне две улицы — Озёрная и Центральная. Рядом протекает река Русса, впадающая в Лобь. Соседние населённые пункты — деревни Новое Лисино, Харпай и Акулово. Автобусная остановка на дороге Лотошино — Марково.

## Исторические сведения
По сведениям 1859 года — деревня Татьянковской волости Старицкого уезда Тверской губернии (Лотошинский приход) в 40 верстах от уездного города, на возвышенности, с 8 дворами, 2 прудами, 6 колодцами и 90 жителями (43 мужчины, 47 женщин).
В «Списке населённых мест» 1862 года Софийское (Елизаветино) — владельческая деревня 2-го стана Старицкого уезда по Волоколамскому и Гжатскому трактам, при колодцах, с 10 дворами и 97 жителями (46 мужчин, 51 женщина).
В 1886 году — 24 двора, 138 жителей (76 мужчин, 62 женщины), 24 семьи.
В 1915 году насчитывалось 36 дворов, а деревня относилась к Федосовской волости.
С 1929 года — населённый пункт в составе Лотошинского района Московской области.

## Население
| 1859 | 1886 | 2002 | 2006 | 2010 |
| ---- | ---- | ---- | ---- | ---- |
| 97   | ↗138 | ↘9   | ↘8   | ↗21  |